# Тираж сахарный

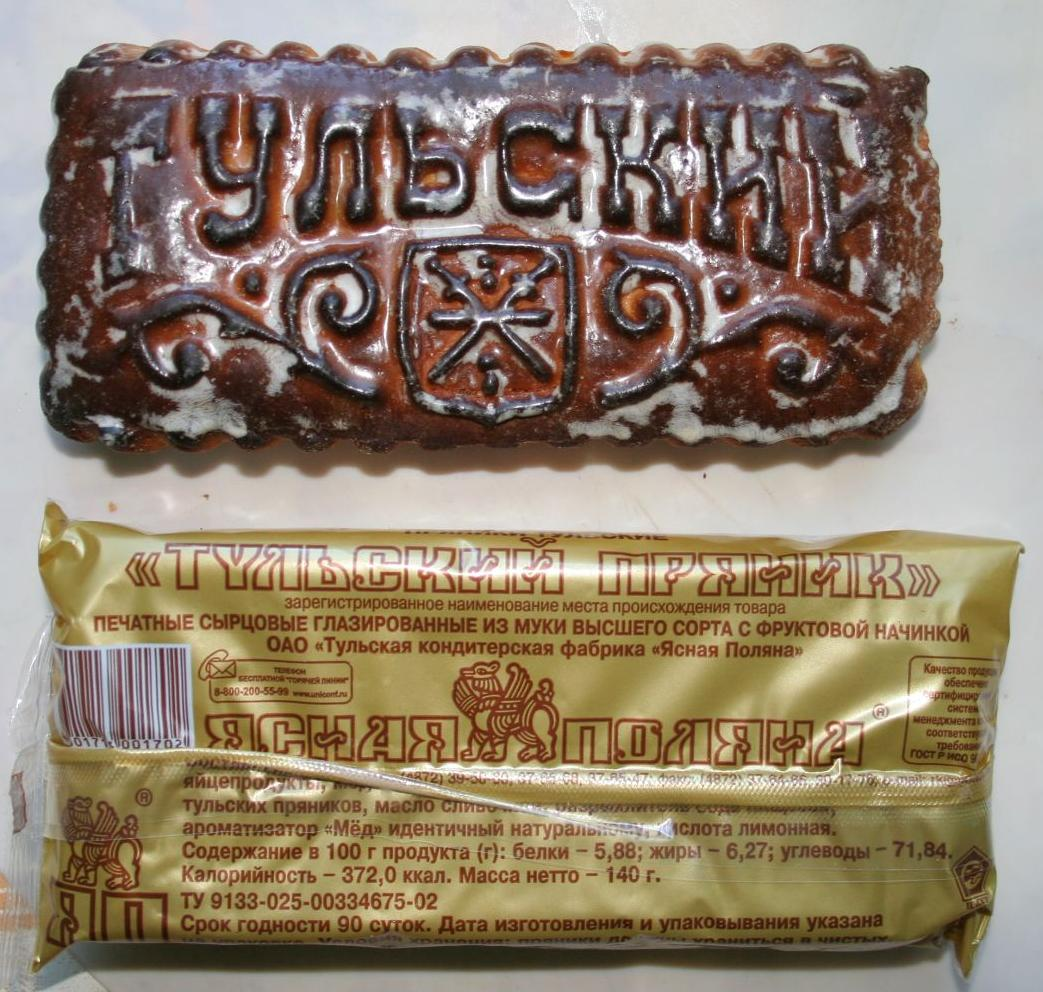
Тульский печатный пряник, глазированный тиражом

Тира́ж сахарный — уваренный ароматизированный сахарный сироп. Применяется для глазировки пряников, печенья, фруктов, изделий из дрожжевого теста. Распространён в основном для приготовления кондитерских блюд русской и польской кухни.

## Состав
- 85 % сахара
- 15 % воды
- ароматизаторы (цедра апельсина, лимона, мёд — по вкусу)

## Рецепт приготовления
- сахарного песка — 1 стакан
- воды — 1/2 стакана
- ароматизаторы

Сахар-песок высыпать в воду и уварить, нагревая по возможности только одну сторону кастрюли. С другой, холодной стороны будет появляться пена, которую нужно периодически снимать. Довести до кипения, и варить до пробы на толстую нитку. Затем охладить до 80 градусов, добавить сок от одной 1/2 цедры лимона (или 1/2 цедры апельсина или 1 мандарина или 2-3 грамма ванильного сахара или 1/2 ложки коньяка или ликера).

## Нанесение тиража
Наносится на готовое изделие с помощью кисточки. Для мелких изделий иногда советуют высыпать их в кастрюлю, залить тиражом и встряхивать до тех пор, пока они не покроются глазурью равномерно со всех сторон. Впрочем, этот метод требует определённой сноровки, чтобы пряники или печенье не разлетелись на куски.
Глазированные изделия положить на противень и поставить на 1-2 часа в тёплое сухое место. Также можно на несколько минут поместить противень в тёплую духовку.